# Hazelaarweg Stadion
Hazelaarweg Stadion je višenamjenski stadion u Rotterdamu, Nizozemska. Nalazi se na sjeveru grada.
Stadionom upravlja najveći klub hokeja na travi u Nizozemskoj, Hockey Club Rotterdam.
Stadion se najviše koristi za športske susrete u hokeju na travi.
Od većih i značajnijih međunarodnih natjecanja, na njemu se održao Prvački trofej 2001. godine, koji je bio i prvim velikim natjecanjem koje se održalo na ovom stadionu.
Stadion može primiti 10 tisuća gledatelja. Izgradnja se dovršila u kolovozu 2000. godine, a sveukupno je došla 24 milijuna guldena.